# Zbigniew Hnatio
Zbigniew Tadeusz Hnatio (ur. jako Zbigniew Tadeusz Stachel 18 marca 1953 w Krakowie, zm. 25 października 2014 w Hamilton) – polski piłkarz występujący na pozycji pomocnika, jednokrotny reprezentant Polski.

## Życiorys
Do 1971 roku nosił nazwisko Stachel. Wychowanek Wisły Kraków. W trakcie kariery grał także w takich klubach jak Stal Stalowa Wola, Stal Mielec, Cracovia, Góral Żywiec oraz Polonia Hamilton. W 1975 roku otrzymał tytuł Odkrycie roku w plebiscycie tygodnika Piłka Nożna. Mistrz Polski z sezonu 1975/76. W latach 1974–1976 rozegrał 11 spotkań w młodzieżowej reprezentacji Polski, zaś 6 maja 1976 zaliczył jeden występ w seniorskiej kadrze podczas przegranego 0:1 meczu z Grecją.

## Życie prywatne
Dwukrotnie żonaty. Z pierwszego związku z Małgorzatą miał syna Dawida. W 1989 roku wyjechał do Kanady, gdzie osiadł na stałe z ówczesną narzeczoną, a później żoną Katarzyną w Hamilton.

## Śmierć
W lipcu 2014 roku został potrącony przez ciężarówkę wiozącą metalowe pręty, która poturbowała go i uszkodziła narządy wewnętrzne. Hnatio początkowo zbagatelizował obrażenia, wskutek czego zmarł 25 października 2014. 

## Sukcesy
Stal Mielec
- mistrzostwo Polski: 1975/76